# Provinciale weg 755
De Provinciale weg 755 (N755) is een provinciale weg in de Nederlandse provincie Overijssel die een verbinding vormt tussen Markelo en de A1 ter hoogte van Holten.
Oorspronkelijk was de huidige N755 een rijksweg. In het eerste Rijkswegenplan van 1932 was de weg onderdeel van Rijksweg 44. Deze liep van De Hoven bij Deventer via Holten, Goor en Hengelo naar de Duitse grens.
Met het oog op de aanleg van de A1 tussen Deventer en knooppunt Azelo werd de weg een planvervangende rijksweg en werd het nummer vanaf het Rijkswegenplan van 1968 gewijzigd in Rijksweg 844. Het nummer 44 werd daarna vergeven aan de huidige A44 in Noord- en Zuid-Holland.
Tot de volledige openstelling van Knooppunt Azelo in 1979 verliep de E8 (huidige E30) eveneens over de weg van Holten naar Markelo. Tegelijkertijd met de openstelling van Knooppunt Azelo werd ook de A35 tussen Azelo en de aansluiting Delden opengesteld voor verkeer. Dit betekende dat Rijksweg 844 zijn internationale functie verloor. Vanwege de verminderde (inter)nationale functie werd de weg in 1993 bij de invoering van de Wet herverdeling wegenbeheer overgedragen aan de provincie Overijssel. Deze nummerde de weg als N755.
De weg is over de gehele lengte uitgevoerd als tweestrooks-gebiedsontsluitingsweg, waar een inhaalverbod en een maximumsnelheid van 80 km/h geldt. In de bebouwde kom van Markelo heet de weg Grotestraat, buiten de bebouwde kom Holterweg.
N23 · N34 · N224 · N225 · N229 · N233 · N271 · N301 · N302 · N303 · N304 · N305 · N306 · N307 · N308 · N309 · N310 · N311 · N312 · N313 · N314 · N315 · N316 · N317 · N318 · N319 · N320 · N322 · N323 · N324 · N325/A325 · N326/A326 · N327 · N329 · N330 · N331 · N332 · N333 · N334 · N335 · N336 · N337 · N338 · N339 · N340 · N341 · N342 · N343 · N344 · N345 · N346 · N347 · N348/A348 · N349 · N350 · N351 · N352 · N375 · N377

N418 · N701 · N702 · N703 · N704 · N705 · N706 · N707 · N708 · N709 · N710 · N711 · N712 · N713 · N714 · N715 · N716 · N717 · N718 · N719 · N720 · N727 · N731 · N732 · N733 · N734 · N735 · N736 · N737 · N738 · N739 · N740 · N741 · N742 · N743 · N744 · N745 · N746 · N747 · N748 · N749 · N750 · N751 · N752 · N753 · N754 · N755 · N756 · N757 · N758 · N759 · N760 · N761 · N762 · N763 · N764 · N765 · N766 · N768 · N781 · N782 · N783 · N784 · N785 · N786 · N787 · N788 · N789 · N790 · N791 · N792 · N793 · N794 · N795 · N796 · N797 · N798 · N800 · N801 · N802 · N803 · N804 · N805 · N806 · N810 · N811 · N812 · N813 · N814 · N815 · N816 · N817 · N818 · N819 · N820 · N821 · N822 · N823 · N824 · N825 · N826 · N827 · N830 · N831 · N832 · N833 · N834 · N835 · N836 · N837 · N838 · N839 · N840 · N841 · N842 · N843 · N844 · N845 · N846 · N847 · N848 · N852 · N855

Cursief vermelde wegen zijn voormalige provinciale wegen.